# Mediaș
Mediaş (ungarsk: Medgyes, tysk: Mediasch) er en by i distriktet Sibiu i Rumænien med 39.505 (2021) indbyggere.
Byen blev grundlagt af tyske indvandrere i 1146 og er en af Transsylvaniens ældste byer.
Rumæniens vigtigste naturgasfelt findes i området og selskaberne Romgaz og Distrigaz Nord har hovedkvarter i byen.